# Si lo sé no vengo
Si lo sé... no vengo (Se eu sei... não venho em português) foi um programa de televisão apresentado na rede espanhola TVE de 1984 a 1988. Apresentado por Virginia Martaix e Jordi Hurtado, era um programa onde um concorrente disputava provas, em muitos casos, bem humoradas, a fim de acumular quilometragem para conseguir uma viagem para aonde quisesse.

## Características
O programa era apresentado, inicialmente, nas noites de quintas e algum tempo depois, foi passado para as tardes de domingo, onde ficou até o fim de 1988, quando chegou ao fim.
O programa era dividido em duas etapas, com duração de 12 minutos. Em cada etapa, tinham 10 provas. Durante a realização das provas, eram feitas ao participante perguntas de conhecimento geral. Cada prova cumprida dava ao participante 1000 km e cada resposta correta para as perguntas feita dava 10.000 pesetas (60 euros).
Após passar pelas duas etapas, o participante era convidado a participar do "Dobro ou Metade". Nessa etapa, o participante teria que cumprir 4 provas em 5 minutos. O participante podia optar por não participar dessa etapa, mas com isso, perderia metade dos quilômetros conquistados nas provas. Nessa etapa, não havia perguntas para o participante responder e a cada 20 segundos, ele era chamado a ir em um determinado espaço e dizer uma frase. Se ele conseguisse cumprir as provas nesse bloco, ele dobraria a quantidade de quilômetros e dinheiro obtidos até então.
No final do programa, o participante podia ganhar mais dinheiro na roleta da sorte, chegando a um máximo de 999 mil pesetas (6.018 euros).
Esse programa lançou Jordi Hurtado na TV. Ele atualmente apresenta o programa Saber y Ganar (Saber e Ganhar) do segundo canal aberto da TVE, a La 2. No mesmo programa, participa a figura emblemática de Juanjo Gardenal, o locutor que fazia as perguntas aos participantes em Si Lo Sé... No Vengo.

## Versão brasileira
O programa espanhol inspirou Gugu Liberato a fazer o programa Corrida Maluca no SBT, que posteriormente teve sua versão na RecordTV como Corrida do Gugu. E o que não aconteceu com a versão espanhola, aconteceu com brasileira: Gugu foi premiado internacionalmente no Japão pela qualidade da produção e grande desempenho de audiência do programa na época do SBT, na década de 1990.